# Gaylussacia rugosa
Gaylussacia rugosa är en ljungväxtart som beskrevs av Adelbert von Chamisso och Schltdl. Gaylussacia rugosa ingår i släktet Gaylussacia och familjen ljungväxter. Inga underarter finns listade i Catalogue of Life.